# 국립강화문화유산연구소
국립강화문화유산연구소(國立江華文化遺産硏究所, Ganghwa National Research Institute of Cultural Heritage), 과거 국립강화문화재연구소(國立江華文化財硏究所)는 국립문화유산연구원의 소속기관이다. 2017년 2월 28일 발족하였으며, 인천광역시 강화군 강화읍 북문길42번길 5에 위치하고 있다. 소장은 서기관·기술서기관 또는 학예연구관으로 보한다.

## 연혁
- 2017년 2월 28일: 국립문화재연구소 소속으로 국립강화문화재연구소 설치.[2]

## 관할구역
- 서울특별시
- 인천광역시
- 경기도

## 조직

### 소장
- 기획운영과[3]
- 학예연구실[4]